# 東ミシガン大学

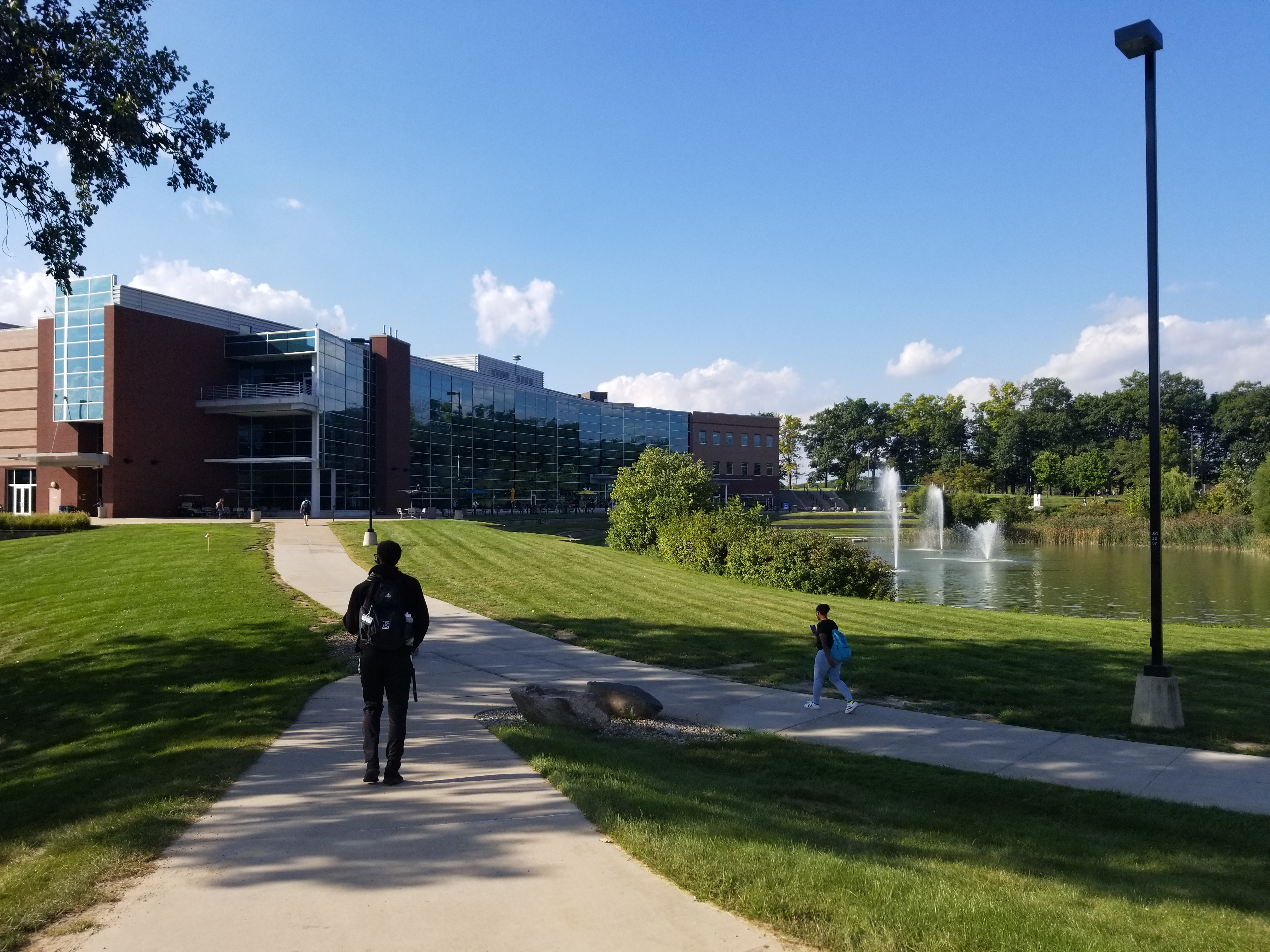
大学公園

東ミシガン大学 (英称:Eastern Michigan University)、(外にイースタンミシガン大学）は、アメリカ合衆国ミシガン州南東部のイプシランティという都市にある州立大学である。

## 歴史
最初に、東ミシガン大学は、Michigan State Normal School (ミシガン州立師範学校) で設立した。
アメリカ合衆国を形成した13州のイギリス植民地の以外に、アメリカの最初の師範学校であった。

### 年表
1899年は、Michigan State Normal College（ミシガン州立師範大学）になり、1956年はEastern Michigan Collegeになり、最後に1959年は現代のEastern Michigan University（東ミシガン大学）になった。

## 名称のいろいろ
- 【英称】Eastern Michigan University
- 【日本語】イースタンミシガン大学、東ミシガン大学

　※北ミシガン大学、中央ミシガン大学、西ミシガン大学もある。
- Eastern Michigan　（イースタンミシガン）
- 【俗】Eastern （イースタン）
- 【略】EMU (イー・エムーユー）

　　※EMUと書いてある略語はemuという鳥の名前と似ているので、「イー・ミュー」とわざと言う人もいる。
1929年から1991年までは、東ミシガンのスポーツ・チームの名前がヒューロンズ（Hurons）であった。1991年は、ポリティカル・コレクトネスの面前で、インディアンの族を基にした名前のヒューロンズからEagles（イーグルス）に変わった。

## 学部
- 美術と科学　(Arts & Sciences)
- ビジネス　(Business)
- 教職　(Education)
- 厚生省 (Health & Human Services)
- 科学技術　(Technology)
- 大学院　(Graduate School)

## 学問分野

### 教職課程
教職課程が得意で世界的に有名である。

### Forensics (討論)
東ミシガン大学の競争のForensics Team (ディベートチーム)は、アメリカの大学の中には有名である。2007年は、アメリカの大学の中では、2位である。ミシガン州の選手権大会は、東ミシガンからのチームが35回の中で33回が勝った。それでは、東ミシガンのForensics Teamはミシガン州の大学の中で、上位である。

## 全学生団の人口統計
民族性について:
- 70% 「白色人種」
- 16% アフリカ系アメリカ人
- 3% アジア系アメリカ人
- 2% ヒスパニック
- 1% インディアン
- 8% 宣言なし

## 国際的な互恵関係
互恵関係は、イギリス、メキシコ、カナダ、ドイツ、スウェーデン、日本とのである。アジアとロシアについてプログラムもある。日本の関西外国語大学と東京学芸大学との互恵留学プログラムもある。さらに、東ミシガン大学はミシガン州立大学連合日本センターの関連大学である。

## スポーツ
イースタンのスポーツ・チームは、Eaglesと呼ばれる。Mid-American Conference (MAC)というカンファレンスに参加する。 

## オリンピック
陸上競技の努力で、東ミシガン大学はオリンピックに参加した卒業生がいる。

## 卒業生の有名人
- ヘイズ・ジョーンズ - 東京オリンピックの金メダルを獲得した元陸上競技選手
- ウィンザー・マッケイ - アメリカンコミックの駆者
- チャーリー・バッチ - NFL選手
- Barry Stokes - フットボール選手
- John G. Coburn - 将官
- John Hieftje - イプシランティの横にあるアナーバー市の市長
- Mark Jefferson- ヴェルサイユ条約のために地図を描いた地理学者。東ミシガン大学のキャンパスは、Mark Jeffersonの名前を付けられたビルもある。
- Maxx Crosby - NFL選手